# Kálmán Ghyczy

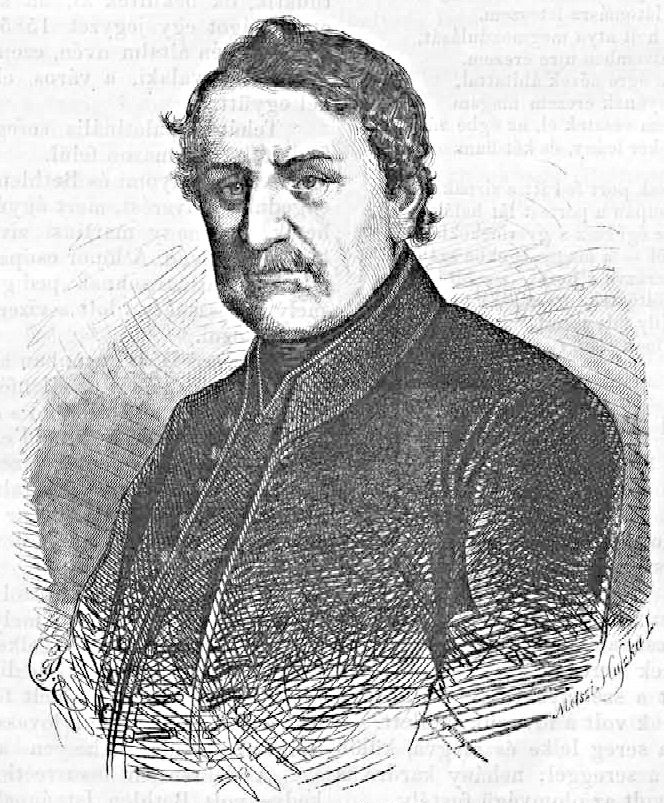
Kálmán Ghyczy

Kálmán Ghyczy de Ghicz, Assakürt et Ablánczkürt (Komárom, 12 februari 1808 – Boedapest, 28 februari 1888) was een Hongaars politicus, die minister van Financiën was van 1874 tot 1875. 

## Loopbaan
Ghyczy werd afgevaardigde voor het comitaat Komárom in 1843. Tijdens de Hongaarse Revolutie van 1848 was hij staatssecretaris op het ministerie van Justitie. Na de Hongaarse nederlaag trok hij zich een tijdlang terug uit de politiek.
Toen de Landdag opnieuw werd geopend, werd hij voorzitter van het Huis van Afgevaardigden, het Hongaarse lagerhuis. Aanvankelijk was hij gekant tegen de Ausgleich met de Oostenrijkers, maar veranderde later van mening. In 1873 stichtte hij een eigen partij, de Middenpartij.  Het jaar daarop werd hij aangesteld tot minister van Financiën als enige lid van de regering dat tot de parlementaire oppositie behoorde. Hongarije kampte toen al enige tijd met begrotingsproblemen. Hoewel velen hoopten op lagere belastingen, voerde Ghyczy een onpopulaire belastingverhoging door, die weliswaar broodnodig was om de begroting op orde te krijgen.
Zijn voormalige bondgenoot Kálmán Tisza lanceerde hierna een harde politieke campagne tegen Ghyczy. Toen Tisza vervolgens premier werd, stelde deze Kálmán Széll aan als nieuwe minister van Financiën. Széll, een lid van de Deák-partij, zette Ghyczy's beleid van belastingverhogingen echter verder. 
Ghyczy werd nadien nog een tweede maal voorzitter van het Huis van Afgevaardigden van 1875 tot 1879. In 1885 werd hij lid van het Magnatenhuis.